# Нуклеарная семья

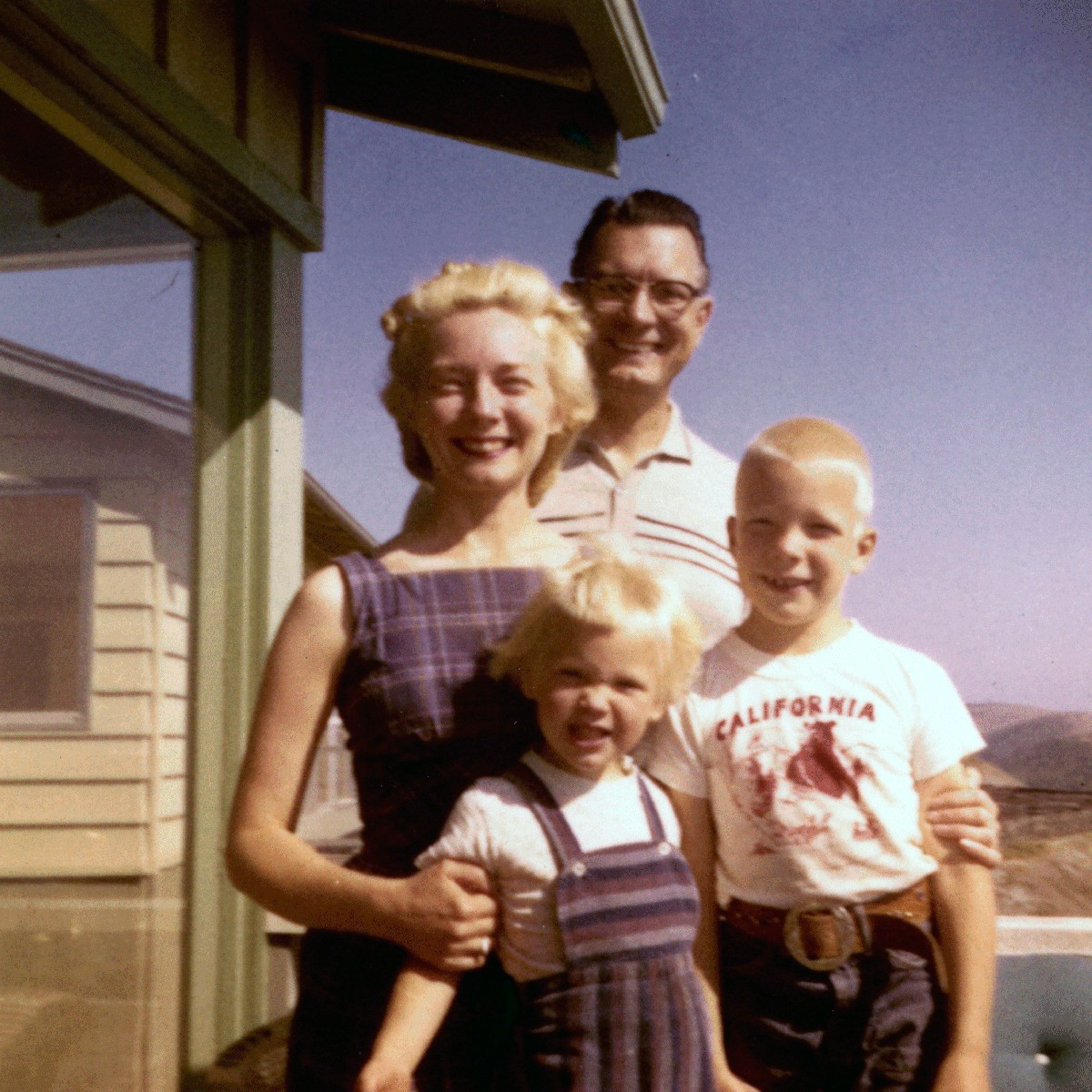
Американская семья, 1950-е годы

Нуклеа́рная семья́ (англ. nuclear family; также супружеская или партнёрская семья) — семья, состоящая из родителей и детей либо только из супругов; на первый план выдвигаются при этом отношения между супругами (представителями одного поколения), а не отношения между представителями разных поколений (родителями и детьми). Противопоставляется расширенной (или сложной) патриархальной семье традиционного типа, в состав которой входит несколько супружеских пар или, как минимум, несколько поколений взрослых людей. Переход от сложной семьи к нуклеарной идёт при переходе от традиционного к индустриальному обществу.
Согласно Б. М. Бим-Баду и С. Н. Гаврову «Сегодня наиболее распространённым типом в ареале христианской/постхристианской цивилизации является простая (нуклеарная) семья, представляющая собой супружескую пару с детьми, не состоящими в браке».

## История
Впервые идею нуклеарной семьи высказал папа римский Григорий I. В Европе и в Средиземноморье, то есть, на территориях бывшей Римской империи, становление нуклеарной семьи проходило в 400—800 годах. Такая семья стала основной ячейкой экономической деятельности, причём во всех слоях населения, от лично зависимых людей до их господ, от свинопаса до короля.
В XVI—XVII веках в Испании уже преобладали нуклеарные дворы/семьи, а среднестатистический размер семьи сократился с 5—5,5 до 3—4 человек.
В России переход от традиционной семьи к нуклеарной семье произошёл в XX веке под влиянием индустриализации и урбанизации. По мнению А. Г. Вишневского, процесс перехода к супружеской нуклеарной семье в России продвинулся далеко, но полностью ещё не закончился. Одной из причин этого является недостаточная жилищная обеспеченность, вынуждающая молодые супружеские пары проживать совместно с родителями одного из супругов.